# 格鲁阿罗
格鲁阿罗（義大利語：Gruaro），是意大利威尼托大区威尼斯省的一个市镇。总面积17.24平方公里，人口2823人，人口密度163.7人/平方公里（2009年）。国家统计（ISTAT）代码为027018。